# Чжоу бі суань цзін
«Чжоу бі суань цзін» (кит.周髀算經) — давньокитайський математико-астрономічний текст.
Часом створення твору вважають період від кінця Чжаньґо до початку Східної Хань (III ст. до н. е. — І ст. н. е.). Припускають, що трактат містить також раніші матеріали.
Текст складається з двох цзюаней (сувоїв) і являє собою кілька діалогів: діалог про математику між правителем Чжоу-гуном і вченим Шао Гао і діалог на астрономічні теми між ученим Чень-цзи та його учнем Жун Фаном. У творі викладено також космологічну теорію гай тянь (небо-покривало). Коментарі до трактату належать Чжао Цзюнь-ціну (III ст. н. е.), Чжень Луаню (VI ст. н. е.) і Лі Чунь-Фену (VII ст. н. е.).